# Ambat Gopalan Kutty Menon
Pour les articles homonymes, voir Menon.
Ambat Gopalan Kutty Menon est un ichtyologiste indien, né le 19 avril 1921 et mort le 11 avril 2002.

## Biographie
Son père est un médecin de l’Institut Pasteur de Coonoor. Menon étudie d’abord à l’école supérieure d’État de Chittoor puis au Madura College de Madurai. Il obtient son doctorat en 1952 et étudie auprès de Sunder Lal Hora (1896-1955), le plus renommé ichtyologiste indien, et reçoit, quelques années plus tard, son Doctorat of Sciences à l’université de Madras. Il s’intéresse d’abord à la répartition des poissons d’eau douce dans l’est des Ghats.
Menon commence des recherches post-doctorales au National Museum of Natural History notamment sur les genres Garra et Cynoglossus de 1967-1968. Il séjourne notamment à Londres, au British Museum, et à Paris, Muséum national d'histoire naturelle. Il continue, après son départ à la retraite en 1978 de travailler sur les poissons, sur les familles des Homalopteridae et Cobitidae d’Inde. En 1999, il fait paraître une liste sur les poissons d’eau douce de son pays (Checklist of the Freshwater Fishes of India) et s’intéresse aux espèces menacées (Threatened Fishes of India). Contrairement à nombre d’autres ichtyologiste, Menon fait paraître plus de cent publications durant sa carrière, tant sur les poissons d’eau douce que les poissons marins. Il décrit 43 nouvelles espèces. Il est le fondateur et le président de l’Indian Society of Ichthyologists et dirige sa publication, Matsya. Il participe également aux travaux de l’UICN.

## Sources
- Bruce B. Collette (2003). A.G.K. Menon, Copeia, 2003 (4) : 922.
- K. Rema Devi (2002). A.G.K. Menon, Current Science, 83 (6) : 772 ([PDF] article téléchargeable)